# Turci
Turci (turecky Türk, pl. Türkler) jsou turkická etnická skupina, která žije převážně v Turecku a bývalých územích Osmanské říše jako např. na Balkánském poloostrově (více než 1 milion), na Kypru, v Gruzii, Řecku, Iráku a Sýrii. Velké turecké komunity, v důsledku migrace, existují také v západní Evropě (zejména v Německu – kam v padesátých letech 20. století mohutně emigrovali). Většina Turků je sunnitského vyznání islámu.
Osmani jsou Turci, kteří útočili na Evropu od 14. do 17. století. (Viz Osmanská říše).

## Historie

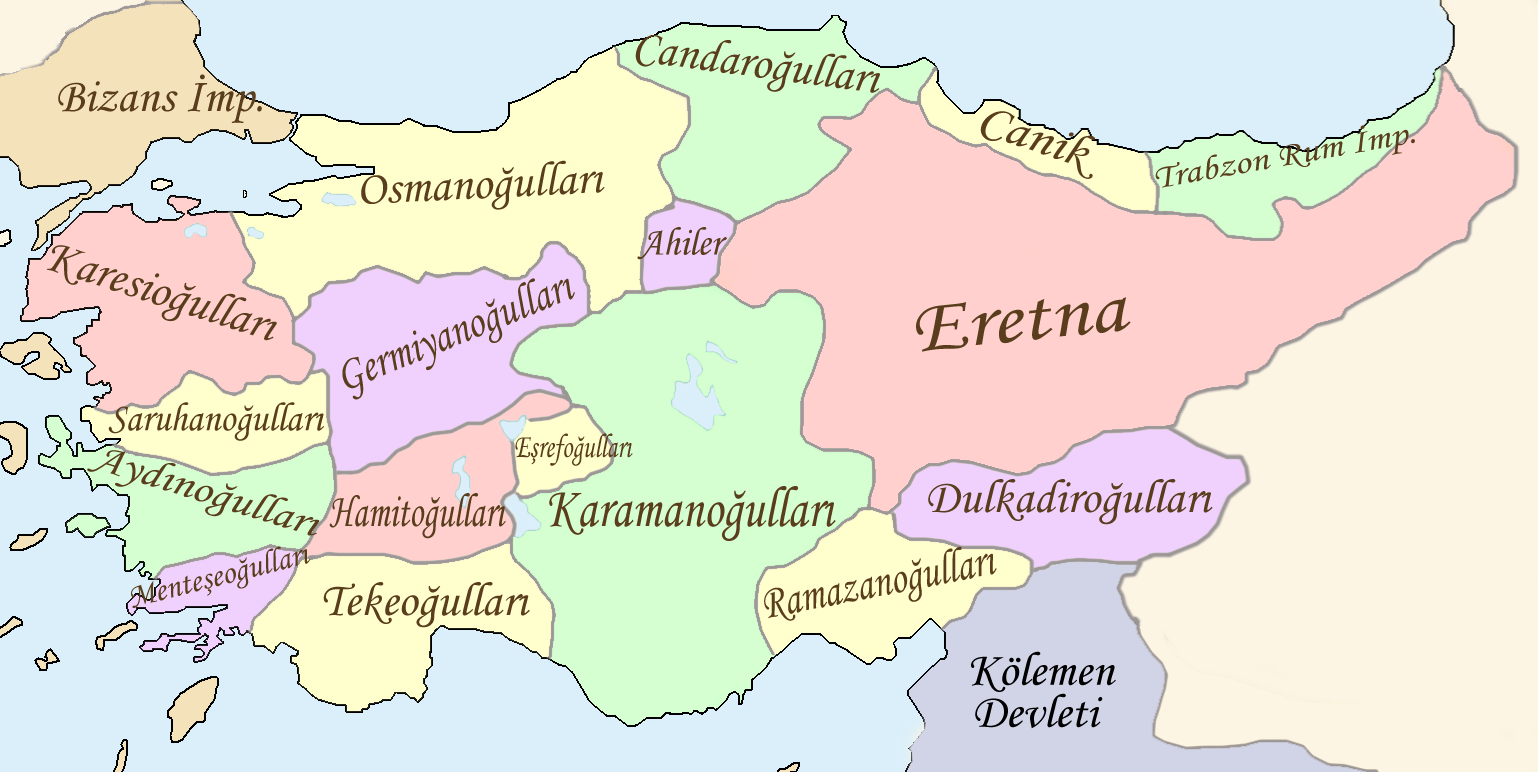
Mapa nezávislých tureckých beyliků v Malé Asii na začátku 14. století

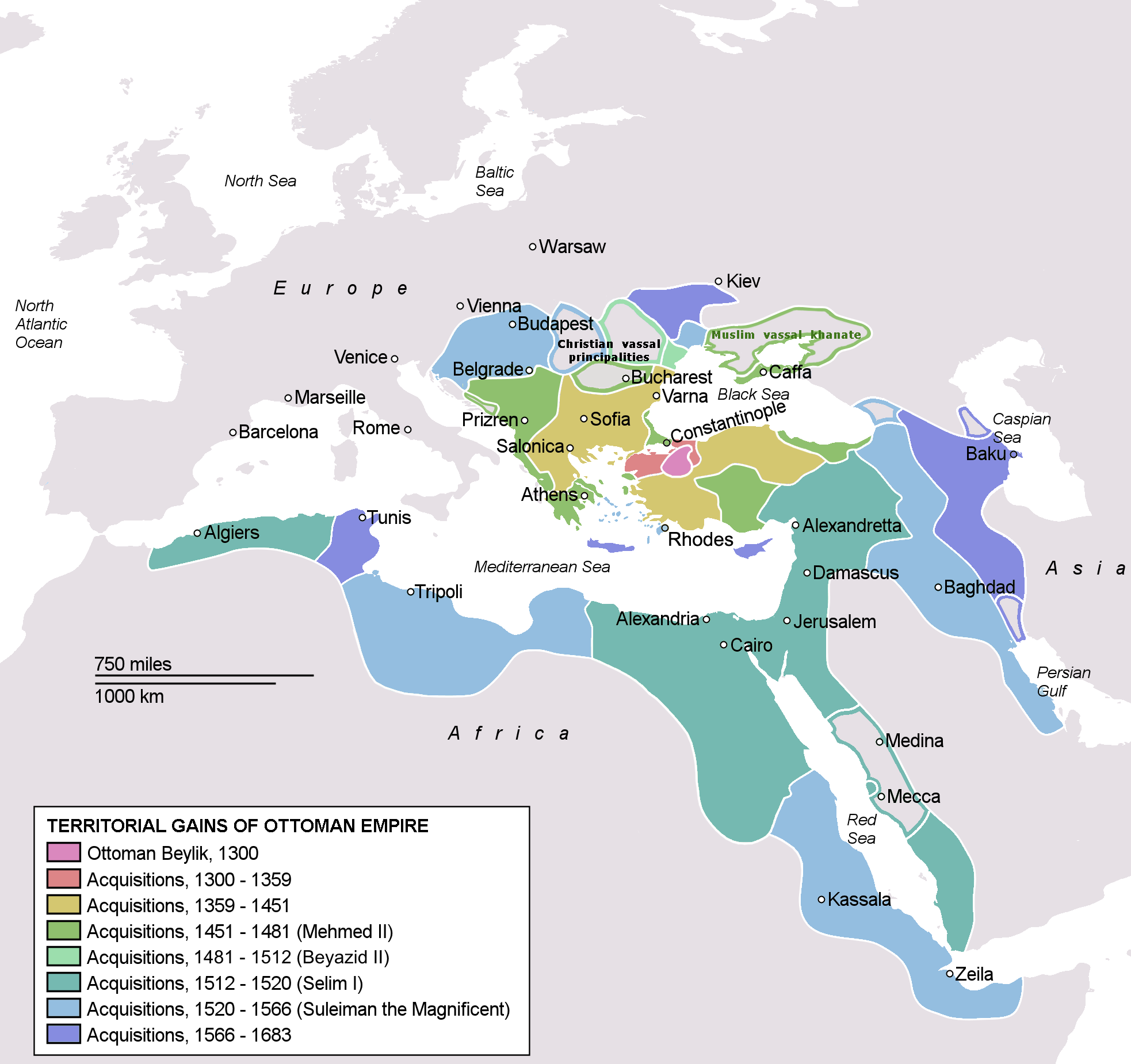
Osmanská říše byla turkickým impériem mezi lety 1299 až 1922.

Turci ve světě

Turci patří pod turkické národy, které původem pocházejí ze střední Asie a první zmínky o nich máme od byzantských spisovatelů ze dne 6. stol. po Kr. Šlo o nomádské kmeny jazykově a rasově příbuzné Hunům, Avarům, starým Bulharům, starým Maďarům, Pečeněhům, Tatarům a Mongolům. Byzantinci je často využívali jako žoldáky. Mnozí Turci sloužili ve vojskách arabských chalífů, kde zároveň přestoupili na islám. Tak vznikli Seldžukové, kteří ovládli byzantské území Palestiny a mnohé části Malé Asie, což vedlo ke křižáckým válkám. Po porážce Byzantinců v bitvě u Mantzikertu roku 1071 začali do Malé Asie pronikat turečtí nomádi, kteří se postupně zmocnili velké části Anatolie. V roce 1204 křižáci dobyli křesťanskou Byzantskou říši. Turci zůstali usazeni na mnoha územích střední a východní Malé Asie, na západě přežil řecký stát, nástupce Byzance Nikájské císařství. Síla seldžuckých Turků byla definitivně potlačena jejich příbuznými Mongoly.
Ve 13. století se zároveň vytvořila tzv. Osmanská dynastie, kterou založil Osman I., Turek z maloasijské Bithýnie, který zároveň založil národ Osmanských Turků. Osmani postupně ovládli všechna maloasijská území nově vzniklé Byzance, zaútočili na Balkán a v roce 1453 dobyli Konstantinopol, čímž padla Byzantská říše, jejímž nástupcem se stala právě Osmanská říše. V 13. a 14. století však v Malé Asii nežilo mnoho tureckých rodin a po zničení Byzantské říše bylo turecké obyvatelstvo jen slabou menšinou. Většina maloasijského obyvatelstva byla tvořena Řeky (téměř 80 %), dále zde žili zejména Arméni, Asyřané a v menší míře Kurdové, Lazové a Židé. Řekové, Arméni, Asyřané a Lazové byli ortodoxní křesťané, Kurdové byli zoroastriáni. Mezi 16.–17. století začíná velká islamizace řeckého a arménského obyvatelstva Malé Asie, většina z nich kvůli mnoha výhodám (např. nižší daně) dobrovolně přestupovala na islám a ztratila svůj jazyk ve prospěch turečtiny. Tak už začátkem 18. století zůstali křesťanští Řekové jen na maloasijských pobřežích a ve vnitrozemských velkoměstech. Navíc se toto islamizované obyvatelstvo mísilo se sem vnitřně vysídlenými arabskými muslimy a odvedenými janičáry z různých oblastí Osmanské říše. Samotní osmanští sultáni byli již od 14. století různého etnického původu. Osmanská dynastie měla turecký, řecký, gruzínský a francouzský původ, ačkoli se hlásila pouze k tureckým tradicím.
Moderní Turecký národ se od doby prvního premiéra Turecké republiky Mustafy Kemala Atatürka hlásí právě ke svým předtureckým kořenům a snaží se ztotožnit zejména se starověkými civilizacemi Malé Asie, jako Řekové, Chetité, Frýgie či Trójani, ačkoli někteří nacionalisté toto spojování odmítají. Po výměně obyvatel s Řeckem a Bulharskem v 20. letech 20. století přišlo do Turecka mnoho jazykově rozdílných muslimů (řečtí muslimové, Arumuni, Slované, Albánci), kteří se tradičně považovali za Turky. Právě počátkem 20. století, po rozpadu Osmanské říše a vzniku Turecké republiky se utvořil moderní turecký národ, který již nebyl postaven na islámu, jako během osmanské doby, ale na turecké národní identitě – sám Atatürk byl ateista. Je však pravdou, že Atatürk genocidami na Řecích a následné výměně obyvatel mezi Řeckem a Tureckem v roce 1923 fakticky „očistil“ Turecko od drtivé většiny křesťanů. Někteří ortodoxní křesťané, tzv. Karamanlidi, byli potomci jazykově poturčených Řeků, tedy za mateřský jazyk měli turečtinu, ale uchovali si řecké náboženství. Tito obyvatelé mohli být teoreticky zakomponováni do moderního tureckého národa, ale byli přinuceni odejít do Řecka, společně s řecky mluvícími Řeky. Naopak do tureckého národa byly znovu zakomponováni mnozí muslimové různého jazykového původu, což bylo odkazem na osmanskou kulturní identitu, kdy by Turci do svého národa těžko přijali křesťany.
Genetická analýza tureckého národa provedená L. Cavallim-Sforzou potvrdila, že moderní obyvatelé Turecka jsou hlavně potomci původního středomořského starověkého obyvatelstva. Turkicko-asijský původ byl objeven jen u 10 % Turků, kteří pocházejí hlavně z východního a středního Turecka a liší se od většinového obyvatelstva mongoloidní rysy obličeje.

## Kultura
Turecká kultura vznikla mezi 14.–16. stoletím. Vychází zejména z původní byzantské řecké kultury, obohacené o silné vlivy od Peršanů, Arabů, Arménů a Indů. Známá je hlavně turecká osmanská architektura, která mísí vlivy byzantské a arabsko-perské, později i západoevropské. Nejznámějším osmanským architektem byl Mimar Sinan, poturčený Kapadocký Řek. Známý architekt byl i Sedefkar Mehmed Agha, původem Albánec. Tradiční osmanské domy skládaly z kombinace vkusného dřeva a zdiva, tento typ byl prevzaný od Peršanů, stejně tak pestré zahrady.
Turecká hudba je velmi rozmanitá a její původ je převážně byzantský řecký s perskými prvky. Lidové tance jsou také převážně původní byzantské, nejznámější jsou tance Sirte (totožné s řeckým Syrtos, jehož původ je ještě starořecký), Zeybek (řecké Zembekiko), Kasap Havası (byzantského řeckého původu) či Çiftetelli (řecký Tsifteteli), což je orientální ženský tanec, zmíněný u mnoha starověkých národů. Tradiční hudební nástroje byly převzaty z byzantské doby a jejich původ můžeme vystopovat u původních starověkých národů. Jsou to strunné baglama, buzuki a kanonaki. Používají se i smyčcové kemençe a evropské housle. Z dechových nástrojů jsou to zurna a klarinet. Používá se i buben (tumberlek) a krusta. Převažují hlavně strunné nástroje, ostatní jsou jako doprovod, přestože se turecká hudba významně liší s ohledem na zeměpisné lokality. Známým zpěvákem tradiční hudby byla Neşet Ertaş a zpěvačka Candan Erçetin. Většina Turků je islámského vyznání, do 20. stol. bylo u mnoha národů Osmanské říše slovo „Turek“ fakticky synonymem pro muslima, proto neexistovali žádní křesťanští Turci. Dnes jsou křesťané v Turecku hlavně řecké a arménské národnosti.